# Richard von Kühlmann

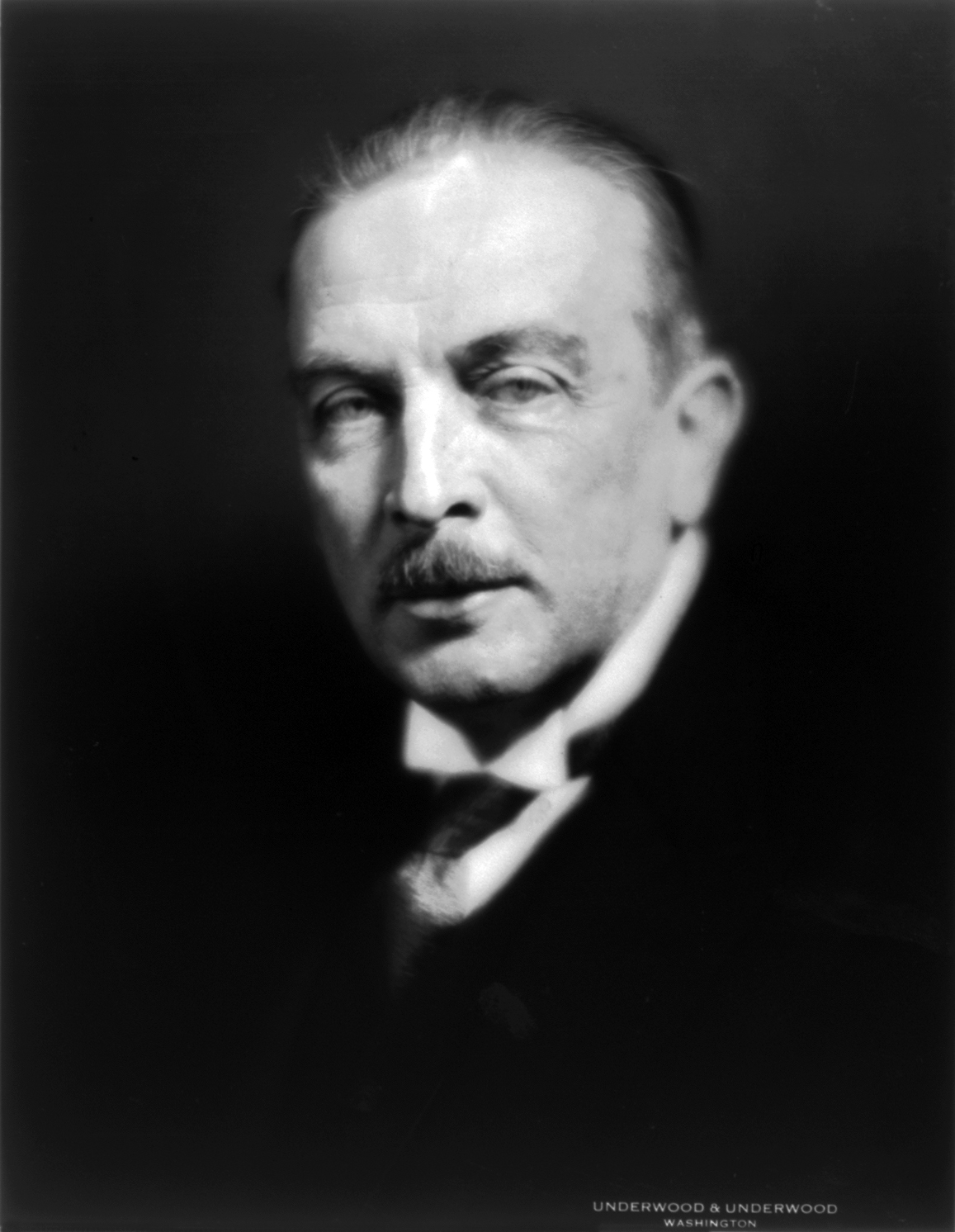
Richard von Kühlmann.

Richard von Kühlmann, född 17 mars 1873 i Konstantinopel, död 16 februari 1948 i Ohlstadt, Oberbayern, var en tysk diplomat och politiker.
Kühlmann var från 1908 till första världskrigets utbrott i augusti 1914 ambassadråd i London och därunder ivrigt verksam för att skapa stämning för en tysk-brittisk samförståndsuppgörelse. Han var därpå 12 augusti till 2 oktober samma år tilldelad åt tyska legationen i Stockholm, därefter ambassadråd i Konstantinopel och mars 1915 till september 1916 tysk minister i Haag samt september 1916 till augusti 1917 ambassadör i Konstantinopel. 
Kühlmann efterträdde augusti 1917 Arthur Zimmermann som tysk utrikesminister och sökte som sådan förgäves få till stånd ett fullt otvetydigt tyskt regeringsuttalande mot alla slags, direkta eller indirekta, annekteringar. Han ledde personligen de förhandlingar, som föregick fredssluten i Brest-Litovsk med Sovjetryssland (mars 1918) och i Bukarest med Rumänien (maj samma år). 
Redan under förhandlingarna i Brest-Litovsk hade Kühlmann råkat i svår konflikt med högsta krigsledningen, och brytningen blev ohjälplig, då han i ett riksdagstal 24 juni lät undfalla sig, att kriget ej kunde bringas till slut enbart genom militära avgöranden, utan att därtill även krävdes diplomatiska förhandlingar. Yttrandet ansågs innebära tvivel på möjligheten av seger och väckte anstöt både i stora högkvarteret och i riksdagen. Högsta krigsledningen fordrade Kühlmanns avlägsnande, och efter en audiens hos kejsaren begärde och erhöll han avsked 9 juli samma år. 
Den anonymt utgivna skriften "Die Tragödie Deutschlands. Von einem Deutschen" (1922) har uppgivits återge hans utrikespolitiska uppfattning. År 1931 utgav han Gedanken über Deutschland.